# 3397 Leyla
3397 Leyla este un asteroid descoperit pe 8 decembrie 1964 de Robert Burnham și Norman Thomas.